# PandaDoc
PandaDoc — американская IT компания со штаб-квартирой в Калифорнии, США. Компания создаёт продукт которой помогает автоматизировать документооборот и отслеживать торговую документацию. Разработанный белорусами инструмент стал одним из первых официальных дополнений к Google Docs и Google Sheets, также совместим с CRM-системами Salesforce.com, Zoho, и другими. Сервис основан белорусами Сергеем Борисюком и Микитой Микадо в 2011 году. В компании работает более 300 человек. Компания является одним из лидеров в своей продуктовой нише, попадая топ-5 самого популярного софта для управления документами, согласно исследованию Capterra, а в последние годы регулярно становится участником авторитетных рейтингов, например в топ-500 самых динамично развивающихся высокотехнологичных компаний Северной Америки и других профессиональных рейтингов.
В сентябре 2021 года компания PandaDoc была оценена в миллиард долларов по итогам очередного раунда инвестиций.

## История

### Привлечение инвестиций
В 2013—2014 стартап привлёк более миллиона долларов начальных инвестиций от фондов Kima Ventures, Altair Capital, TMT Investments и бизнес-ангелов, среди которых был белорусский инженер Google и Facebook Игорь Маханёк.
5 миллионов инвестиций компания привлекла в 2015 году, где лид-инвестором стал фонд Altos Ventures, и это считалось одним из самых больших достижений белорусского IT в 2015-году.
В мае 2017 года команда получила 15 млн долларов от фонда Rembrandt Ventures Partners.
В апреле 2017 года компания стала резидентом «белорусской Кремниевой долины» — «Парка высоких технологий», созданного Валерием Цепкало (впоследствии претендент на пост президента Белоруссии).
В 2019 году PandaDoc привлёк $10 млн от EBRD, Rembrandt, Microsoft, Altos and Silicon Valley Bank в процессе расширения раунда B c участием инвесторов, которые уже финансировали проект.
В последующем за несколько раундов привлекла ещё порядка 50 миллионов инвестиций от крупнейших банковских организаций и фондов, включая фонд Microsoft, One Peak Partners, EBRD, Rembrandt, Altos и Silicon Valley Bank и других. PandaDoc считается одним из самых успешных белорусских стартапов.
Основатель компании Микита Микадо является одним из примеров удачных бизнесменов-выходцев с пост-советского пространства, создавших успешный бизнес в США. Он стал одним из героев фильма, который Юрий Дудь снял о Кремниевой долине.
В сентябре 2021 года компания PandaDoc была оценена в миллиард долларов по итогам очередного инвестраунда. Участниками раунда стали OMERS Growth Equity, G Squared (возглавили раунд), Altos Ventures, Rembrandt Venture Partners, One Peak Partners и венчурное подразделение Microsoft M12. Некоторые IT-предприниматели после новости об этом инвестиционном раунде охарактеризовали компанию как первый белорусский единорог, другие подвергли сомнению такую формулировку.

### Вторая половина 2020 года
В 2020 году она стала известна на волне протестов, а после обысков в офисе компании PandaDoc в Минске 2 сентября 2020 года были задержаны четверо сотрудников. Трое из них были вскоре отпущены, а менеджер по продукту Виктор Кувшинов остаётся под стражей и был признан политзаключённым. В отношении него возбуждено уголовное дело по статье о хищении путём злоупотребления полномочиями, которая предусматривает до 12 лет тюрьмы.
Соучредитель компании Микита Микадо связывает с собственным проектом по поддержке силовиков — он предложил финансовую помощь тем, кто хочет уволиться на фоне акций протеста в Беларуси, но не может этого сделать из-за денег. К концу августа проект получил 594 заявки. После уголовного дела против сотрудников компании Микадо объявил о закрытии проекта. Вскоре после этого директор другой IT-компании «DeepDee» Ярослав Лихачевский объявил, что будет помогать бывшим силовикам аналогично Микадо.
«Мы не нарушали законодательство и проходили многочисленные аудиты. Как в Беларуси, так и за её пределами», — написал на своей странице в Facebook сооснователь PandaDoc Сергей Борисюк, отметив, что работники PandaDoc не имеют отношения к проекту.
23 сентября стало известно, что арест со счетов компании был снят после перечисления ей суммы предполагаемого ущерба на депозит Следственного комитета.
Осенью 2020 года компания PandaDoc, как и ряд других крупных белорусских IT-компаний, включая Wargaming, Яндекс, EPAM, Gurtam, объявила о релокации сотрудников из Беларуси в другие страны.
По состоянию на март 2021 года подразделение PandaDoc в Беларуси находилось в процессе ликвидации; ранее компания открыла офис в Киеве, куда переехали многие сотрудники.
20 августа 2021 года Виктор Кувшинов вышел на свободу. 31 августа Генеральная прокуратура объявила о признании вины обвиняемыми, возмещении ими причинённого ущерба и закрытии дела.